# 東京第一長老教会
東京第一長老教会（とうきょうだいいちちょうろうきょうかい）は、築地にあった長老派の教会。

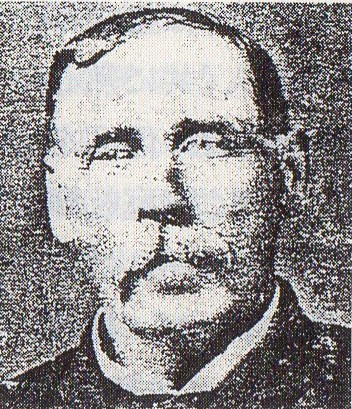
C.カラゾルス宣教師

築地の築地大学校の学生であった田村直臣と原胤昭らが、1874年（明治7年）10月18日、C・カラゾルスから洗礼を受けた。田村と原に東京基督公会の安川亨を加えて教会を設立した。
この教会を中心に、カラゾルスから洗礼を受けた人々の群れを「築地バンド」という。

## 概要
カラゾルスが仮牧師、安川が長老になった。後に瓜生外吉、戸田三郎も参加した。
1876年（明治9年）にカラゾルスはミッションの問題で宣教師を辞任し、ミッションから離れて、文部省のお雇い外国人になった。
教会も、芝露月教会（しばろげつきょうかい；後の日本基督教団芝教会）とカラゾルス派の日本独立長老教会の銀座教会（後の日本基督教団巣鴨教会）に分裂した。後に、田村直臣が銀座教会の牧師になる。